# Eugenio Plaja
Eugenio Plaja (Roma, 26 aprile 1914 – 7 maggio 1991) è stato un diplomatico italiano. Laureatosi in giurisprudenza, presso l'Università di Palermo nel luglio 1953, iniziò la carriera diplomatica nel luglio 1937. Venne assegnato all'Ufficio III della Direzione Generale Affari Commerciali e, in questo ruolo, prese parte alle negoziazioni commerciali italo-americane e italo-argentine, nell'ottobre 1937. Divenne successivamente Addetto Consolare (gennaio 1938) e venne inviato in Giappone e nel Manciukuò come parte della delegazione commerciale tra aprile ed agosto 1938 . Dopo una serie di posizioni consolari in Francia tra il 1938 e il 1942, venne internato dalle autorità d'occupazione. 
A partire dal luglio 1944 prese servizio presso la Direzione Generale Affari Politici, Ufficio I, al Ministero degli Affari Esteri. Seguirono altri incarichi importanti: Secondo Segretario a Buenos Aires (1946) e Primo Segretario a Santiago (1950). A seguito di assegnazione presso la Direzione Generale Cooperazione Internazionale (1952-53), partecipa a varie conferenze e delegazioni impegnate nella ricostruzione in chiave multilaterale dell'ordine internazionale: 
- X, XII, XIII e XIV sessioni del Consiglio Atlantico;
- varie conferenze dei sei Ministri degli Esteri della Comunità Europea (1952-54);
- preparazione del Trattato della Comunità Politica Europea (1953);
- conferenza intergovernativa per la Comunità Politica Europea (1953-54)
- conferenza per la costruzione dell'Unione Europea occidentale[1].

Successivamente partecipa come membro della delegazione italiana al Comitato di Disarmo ONU a Ginevra nel marzo 1962. 
Inizia la sua esperienza presso le Nazioni Unite a New York come Consigliere, nel maggio 1955. Poi Consigliere di Legazione (1956) e Consigliere d'Ambasciata (1956). Tra il 1959 e il 1960, diviene rappresentante sostituto al Consiglio di Sicurezza. Dal 1973 al 1975 ha svolto il ruolo di Rappresentante Permanente per l'Italia presso le Nazioni Unite a New York; nel luglio 1975 ha altresì ricoperto l'incarico di Presidente del Consiglio di sicurezza.

## Onorificenze
- Cavaliere all'Ordine del Merito della Repubblica, 1952
- Cavaliere Ufficiale, 1956
- Commendatore, 1960